# منية (فصيلة)
فصيلة البراغيث أرقيات أو المنية أو إفيديدى أو فصيلة أفيديدي (الاسم العلمي: Aphididae) هي فصيلة من الحشرات تتبع رتبة متشابهات الأجنحة من طائفة الحشرات.

## أسر
- اللكنوساوات

## أجناس
- المنة
- اللاکنوس
- السينارة